# USS Lizardfish (SS-373)
Lo USS Lizardfish (codice e numero d'identificazione SS-373) è stato un sommergibile della United States Navy, appartenente alla classe Balao. Varato dalla Manitowoc Shipbuilding Company nel luglio 1944, partecipò alle ultime fase della seconda guerra mondiale in Estremo Oriente. Negli anni sessanta fu ceduto alla Marina Militare, che lo ribattezzò Evangelista Torricelli (distintivo ottico S 512).

## Impiego operativo

### Nella United States Navy
Il sommergibile, che faceva parte della classe Balao, venne costruito nei cantieri di Manitowoc sul lago Michigan nel Wisconsin, varato il 16 luglio 1944 e consegnato alla United States Navy il 30 dicembre dello stesso anno. Il Lizardfish, partito dopo la consegna alla US Navy il 20 gennaio 1945, giunse a Pearl Harbor il 23 marzo affrontando un lungo trasferimento; attraversando il lago e il canale che collega il Mississippi al lago Michigan, raggiunse la località di Lockport, una località della contea di Niagara nello Stato di New York, dove immesso in un bacino galleggiante fu trasportato in Atlantico lungo il fiume Mississippi e poi attraverso il canale di Panama continuò la navigazione per la sua base operativa.
Il 9 aprile prese parte alla prima missione nel Pacifico cui ne seguirono altre. Al termine del conflitto venne collocato in riserva il 24 giugno 1946. Il battello continuò a far parte della riserva fino al 16 marzo 1959 quando rientrato in servizio parti per Pearl Harbor per essere sottoposto a lavori di aggiornamento Fleet Snorkel, versione più economica del programma GUPPY, per essere poi successivamente ceduto alla Marina Militare Italiana nell'ambito del programma di aiuti militari degli Stati Uniti per sostenere i propri alleati nella lotta contro il mondo comunista durante la guerra fredda.
Nel corso dei lavori, durante il carenamento del battello, sullo scafo affiorò una pittura rosa simile a quella che si vede nel film Operazione sottoveste e, poiché gli statunitensi comunicarono che proprio il Lizardfish fu il battello protagonista del film, così è stato ritenuto a lungo. Il battello utilizzato è stato invece il Balao, della medesima classe, e quel colore rosa è probabilmente riconducibile al viraggio della pittura protettiva al minio, dovuto allo scorrere del tempo.

### Nella Marina Militare
L'equipaggio italiano destinato al battello era quasi totalmente formato da personale già sommergibilista, in massima parte proveniente dai primi due battelli ex-USA, della Marina Militare Italiana, l'Enrico Tazzoli e il Leonardo da Vinci.

Il sommergibile Evangelista Torricelli ormeggiato a Porto Santo Stefano

La partenza verso gli Stati Uniti avvenne nell'ottobre del 1959 dal porto di Napoli, a bordo del transatlantico Saturnia, che dopo una traversata durata tredici giorni raggiunse New York, dove l'equipaggio dopo aver trascorso tre giorni, alloggiato in sistemazioni della US Navy a bordo di un velivolo sempre della marina americana raggiunse San Francisco, con breve sosta tecnica a Kansas City e dopo altri tre giorni trascorsi a San Francisco, sempre in aereo, raggiunse le Hawaii.
Dopo aver preso conoscenza del battello e alcune uscite in mare, la cerimonia di consegna si svolse a Pearl Harbor il 9 gennaio 1960. 
la cessione venne firmata da parte italiana dall'ambasciatore italiano negli Stati Uniti Manlio Brosio. 
il comando del battello venne assunto dal capitano di corvetta Lino Ravalico.
Dopo la consegna il battello rimase a Pearl Harbor, per completare l'addestramento.
Il 19 febbraio avvenne la partenza per l'Italia e dopo tappe intermedie a Balboa, per il transito nel Canale di Panama, Key West in Florida, alle Azzorre e a Gibilterra, il 6 aprile il Torricelli giunse a Taranto. Il battello alla consegna era armato con un cannone da 127/25 mm, sistemato a poppavia della vela, ma poiché durante il trasferimento durante un test dell'arma il contraccolpo mandò in frantumi a bordo stoviglie e lampadine elettriche, l'arma venne sbarcata a Taranto e conservata presso la Scuola sommergibili.
Nella Marina Militare Italiana prestò servizio nella base di Taranto fino al disarmo avvenuto il 1º luglio 1976 per poi essere radiato definitivamente il successivo 1º ottobre e restituito alla US Navy che vendette lo scafo.
Nel 1966 era stato affiancato dai sommergibili gemelli USS Besugo e USS Capitaine che, ribattezzati rispettivamente Francesco Morosini (distintivo ottico S 508) e Alfredo Cappellini (distintivo ottico S 507), prestarono servizio il primo fino al 1973 e il secondo fino al 1977.